# Сімпсони (сезон 22)
Двадцять другий сезон мультсеріалу «Сімпсони» розпочався у США на телеканалі «Fox» 26 вересня 2010 та завершився 22 травня 2011 року. Про те, що серіал буде продовжений і на 21 і 22 сезони, було оголошено телеканалом у лютому 2009 року.
В кінці фінальної серії сезону «The Ned-liest Catch» Гомер та Мардж оголосили конкурс, в рамках якого глядачі мали вирішити долю пари Неда Фландерса й Едни Крабапель, якій була присвячена дана серія. Результати були показані у прем'єрній серії наступного сезону «The Falcon and the D'ohman».
В Україні прем'єра сезону відбулася 9 квітня 2014 року на телеканалі «QTV» о 24:00.

## Список серій
| № серії (загалом) | № серії (в сезоні) | Назва серії                                                                | Режисер(и)                  | Сценарист(и)                     | Оригінальна дата показу | Код серії | Глядачів в США (млн) |
| --- | ------------------ | -------------------------------------------------------------------------- | --------------------------- | -------------------------------- | ----------------------- | --------- | -------------------- |
| 465 | 1                  | «Elementary School Musical» «Мюзикл початкової школи»                      | Марк Кіркланд               | Тім Лонг                         | 26 вересня 2010         | MABF21    | 7.75                 |
| Ліса приємно проводить літо в таборі мистецтв, і все було б добре, якби не потрібно було б повертатися до повсякденного життя… Тим часом на загальний подив, Нобелівська премія миру дістається клоуну Красті, і Гомеру з Бартом випадає шанс супроводжувати коміка в Осло на її вручення, однак, це виявляється обманом, щоб заманити клоуна в Гаагу з метою судити його за всією суворістю закону за приниження Нідерландів у своєму шоу. Запрошені зірки: Брет Макензі в ролі Курта, Джемейн Клемент в Ітана, Ліа Мішель в ролі Сари, Корі Монтейт в ролі Фліна, Ембер Райлі в ролі Айші, Іра Ґлас і Стівен Гокінг в ролі самих себе |                    |                                                                            |                             |                                  |                         |           |                      |
| 466 | 2                  | «Loan-a Lisa» «Кредито-Ліса»                                               | Метью Фонан                 | Валентина Гарза                  | 3 жовтня 2010           | MABF17    | 8.59                 |
| Дідусь Сімпсон вирішує роздати своїм рідним всі свої заощадження — Гомеру, Мардж, Барту, Лісі і Меґґі дістається по 50 доларів, які вони можуть витратити на що завгодно. Ліса знаходить відеопослання Нельсона, який за допомогою чиїх-небудь інвестицій мріє відкрити власну майстерню з ремонту велосипедів. Мардж, тим часом, купує собі дорогу сумочку за 500 доларів, ціну якої вона неправильно розглянула. Коли Мардж вдалося здати сумку назад, натхненний Гомер стає залежним від купівлі і повернення дорогих речей. Запрошені зірки: Кріс Хансен, Марк Цукерберг і Мохаммад Юнус в ролі самих себе |                    |                                                                            |                             |                                  |                         |           |                      |
| 467 | 3                  | «MoneyBart» «Барт, який змінив усе»                                        | Ненсі Круз                  | Тім Лонг                         | 10 жовтня 2010          | MABF18    | 6.72                 |
| Барт грає у бейсбол та бере участь у чемпіонаті разом з іншими, але незабаром відмовляється грати через суперечку з новою тренеркою – Лісою – щодо її методики тренування. Запрошені зірки: Майк Соша та Білл Джеймс в ролі самих себе |                    |                                                                            |                             |                                  |                         |           |                      |
| 468 | 4                  | «Treehouse of Horror XXI» «Хатка жахів. Геллоуїн із Сімпсонами XXI»        | Боб Андерсон                | Джоел Коен                       | 7 листопада 2010        | MABF16    | 8.19                 |
| «War and Pieces» (укр. «Війна і фішки») — Барт і Мілхаус починають гру «Шлях Сатани», в результаті чого, у Спрінґфілд приходить справжній апокаліпсис: всі відкинуті настільні ігри оживають і перетворюють місто на гігантське поле для гри, а жителів – в ігрові фішки. «Master and Cadaver» (укр. «Володар морів і мерців») — Гомер і Мардж підозрюють, що врятований ними чоловік, насправді — вбивця. «Tweenlight» (укр. «Смутінки») — Ліса закохується в хлопця на ім'я Едмунд, який виявляється вампіром. Запрошені зірки: Г'ю Лорі в ролі Роджера, Денієл Редкліфф в ролі Едмунда. |                    |                                                                            |                             |                                  |                         |           |                      |
| 469 | 5                  | «Lisa Simpson, This Isn't Your Life» «Лісо Сімпсон, це не твоє життя»      | Метью Настюк                | Джоел Коен                       | 14 листопада 2010       | MABF20    | 8.97                 |
| Коли Ліса дізнається, що Мардж колись була такою ж відмінницею, якою вона зараз є, перш ніж вона все кинула заради кохання. Ліса радикально вирішує не робити ту ж помилку, яку зробила її мати. Тим часом Барт публічно випадково принижує Нельсона і стає новим шкільним забіякою. |                    |                                                                            |                             |                                  |                         |           |                      |
| 470 | 6                  | «The Fool Monty» «Дурний Монті»                                            | Стівен Дін Мур              | Майкл Прайс                      | 21 листопада 2010       | NABF01    | 6.58                 |
| Барт знаходить в лісі містера Бернса, який втратив пам’ять. Хлопчик приводить його додому в якості домашньої тваринки. Однак незабаром Гомер і Мардж дізнаються про це. Згодом все місто вирішує відігратися на ньому за все зло, що той їм заподіяв. |                    |                                                                            |                             |                                  |                         |           |                      |
| 471 | 7                  | «How Munched Is That Birdie in the Window?» «Як з'їли ту пташку на вікні?» | Майкл Полчіно               | Кевін Карен                      | 28 листопада 2010       | NABF02    | 9.38                 |
| До будинку Сімпсонів через вікно вривається поштовий голуб, який поранив крило. За голубом береться доглядати Барт. Хлопчик зворушливо няньчиться з пернатим: виходжує, годує і вчить літати заново, через що голуб прив’язується до свого нового господаря і не хоче летіти. Однак, одного дня Маленький Помічник Санти з’їдає пташку, що змушує хлопчика плакати і зненавидіти свого колись улюбленого пса. Запрошені зірки: Рейчел Вайс в ролі лікаря Терстон, Даніка Патрік в ролі самої себе |                    |                                                                            |                             |                                  |                         |           |                      |
| 472 | 8                  | «The Fight Before Christmas» «Бій проти Різдва»                            | Боб Андерсон і Метью Шофілд | Ден Касталланета і Деб Лакуста   | 5 грудня 2010           | MABF22    | 9.54                 |
| Серія складається з чотирьох різдвяних історій: - Барт, розгнівавшись на Санта-Клауса за те, що він не дарує йому мотоцикл, засинає в кріслі з іграшковою рушницею. Вночі хлопчику сниться, ніби до він на «Полярному експресі» їде на Північний полюс до Санти. - Лісі сниться, що вона разом з родиною живе в далекому грудні 1944-го: Мардж на війні, Гомер чекає її вдома, а дівчинка присягнулася, що до повернення мами додому вона не хоче бачити жодних ялинок. - Коли засинає Мардж, їй сниться диво: Марта Стюарт відвідує будинок Сімпсонів і розганяє смуток за допомогою підручних матеріалів, при цьому перетворивши сплячого дім Сімпсонів в яскравий святковий будиночок і використавши дітей і Гомера в якості прикрас. - Уві сні Меґґі, у стилі «Маппет-шоу», родина збирається на різдвяні свята на Гаваї. Однак, до Сімпсонів заходить містер Бернс, Мо і його дівчина Кеті Перрі… Запрошені зірки: Марта Стюарт і Кеті Перрі в ролі самих себе |                    |                                                                            |                             |                                  |                         |           |                      |
| 473 | 9                  | «Donnie Fatso» «Донні Товстун»                                             | Ральф Соса                  | Кріс Клуес                       | 12 грудня 2010          | MABF19    | 7.18                 |
| Гомеру присуджують 10 років в'язниці за порушення нових законів. ФБР готове пробачити Сімпсону термін, якщо він буде співпрацювати з поліцією і увійде в довіру до глави мафії, Жирного Тоні. Під час виконання завдання Гомер знайомиться з кузеном жирного Тоні – Качком Тоні. Запрошені зірки: Джо Мантенья в ролі Жирного Тоні і Качка Тоні, Джон Гемм в ролі агента ФБР |                    |                                                                            |                             |                                  |                         |           |                      |
| 474 | 10                 | «Moms I'd Like to Forget» «Мами, яких я хотів би забути»                   | Кріс Клементс               | Браян Келлі                      | 9 січня 2011            | NABF03    | 12.60                |
| Під час шкільного бою Барт зі здивуванням виявляє, що у його оппонента такий же шрам на руці, як у самого Барта. З нагоди цього Мардж вирішує відновити відносини з трьома давніми подругами, мамами тих самих хлопчиків зі шрамами, як у Барта. |                    |                                                                            |                             |                                  |                         |           |                      |
| 475 | 11                 | «Flaming Moe» «Полум’яний Мо»                                              | Чак Шітс                    | Метт Селман                      | 16 січня 2011           | NABF04    | 6.47                 |
| Перебуваючи у відчаї Вейлон Смізерс направляється до таверни Мо, де йому приходить геніальна ідея: перетворити її на заклад для гомосексуалів із середньостатистичною зовнішністю. Тим часом у Спрінґфілдській початковій школі з’являється нова вчителька музики – чарівна міс Джуніпер, в яку негайно закохується директор Скіннер. Запрошені зірки: Крістен Віг в ролі міс Джуніпер, Елісон Ганніган в ролі Мелоді, Скотт Томпсон в ролі Греді |                    |                                                                            |                             |                                  |                         |           |                      |
| 476 | 12                 | «Homer the Father» «Гомер – батько»                                        | Марк Кіркланд               | Джоел Коен                       | 23 січня 2011           | NABF05    | 5.12                 |
| Гомер намагається бути кращим батьком, використовуючи ситком 1980-тих років «Thicker than Waters» (укр. «Своя сорочка ближче»), але щось пішло не так, коли після того, як Гомер радить Барту самому заробити гроші на мінібайк, хлопчик це робить… продаючи ядерні секрети китайському уряду. Запрошені зірки: Майкл Пол Чен в китайських шпигунів, Гаррі Маршалл в ролі Шелдона Левітт, Джеймс Ліптон і Девід Мамет в ролі самих себе |                    |                                                                            |                             |                                  |                         |           |                      |
| 477 | 13                 | «The Blue and the Gray» «Синє і сіре»                                      | Боб Андерсон                | Роб Лазебник                     | 13 лютого 2011          | NABF06    | 5.16                 |
| Для того, щоб когось підчепити, Мо просить Гомера стати його «другим пілотом», на що той згоджується. Тим часом, виявивши у себе першу сиву волосину Мардж серйозно вирішує стати повністю сивою. |                    |                                                                            |                             |                                  |                         |           |                      |
| 478 | 14                 | «Angry Dad: The Movie» «Злий тато у кіно»                                  | Метью Настюк                | Джон Фрінк                       | 20 лютого 2011          | NABF07    | 6.35                 |
| Барт та Гомер відроджують їх вебсеріал «Angry Dad» (укр. «Злий тато») (серія «I Am Furious (Yellow)») і перетворюють його в анімаційну короткометражку, яка швидко номінується на «Оскар», але Барт не хоче, щоб Гомер отримав всю славу, тому він відправляє подалі свого батька. Запрошені зірки: Джей Бі Смув в ролі ді-джея Kwanzaa; Моріс Ламарш в ролі Ентоні Гопкінса; Геллі Беррі, Рікі Джервейс, Рассел Бренд і Нік Парк в ролі самих себе |                    |                                                                            |                             |                                  |                         |           |                      |
| 479 | 15                 | «The Scorpion's Tale» «Казка скорпіона»                                    | Метью Шофілд                | Біллі Кімбол та Ієн Макстон-Ґрем | 6 березня 2011          | NABF08    | 6.20                 |
| Ліса знаходить у парку двох скорпіонів, які перестають битися і стають слухняними, якщо поруч них росте певна квітка. Дівчинка робить вижимки із цих квітів. А Гомер випробовує сік квітки на своєму батьку, який постійно бурчить і ворогує з усіма. Після його успіху, фармацевтична компанія хоче купити сік квітки, щоб створити новий препарат. Однак, виявляється, що сік має і побічні ефекти… Запрошені зірки: Вернер Герцог в ролі Волтера Хотенхоффера, Кевін Майкл Річардсон в ролі управителя дому для літніх |                    |                                                                            |                             |                                  |                         |           |                      |
| 480 | 16                 | «A Midsummer's Nice Dream» «Прекрасний літній сон»                         | Стівен Дін Мур              | Ден Касталланета і Деб Лакуста   | 13 березня 2011         | NABF09    | 5.44                 |
| У Спрінґфілд приїжджає знаменитий дует коміків Чіча і Чонга. Однак, під час виступу Чонг вирішує покинути шоу, і Гомер хоче зайняти його місце. Тим часом Мардж намагається вилікувати жінку, яка збирає непотріб, але натомість сама заражається цією напастю. Запрошені зірки: Чіч Марін і Томмі Чонг в ролі самих себе |                    |                                                                            |                             |                                  |                         |           |                      |
| 481 | 17                 | «Love Is a Many Strangled Thing» «Кохання — це щось дуже задушливе»        | Майкл Полчіно               | Білл Оденкерк                    | 27 березня 2011         | NABF10    | 6.14                 |
| Гомер випадково принижує Барта на очах у всіх, через що Мардж рекомендує йому відправитися до класу для розвитку батьківських почуттів, яким керує доктор Зандер. Доктор, шокований тим, що Гомер часто душить Барта за непослух, проводить терапію, вдаючись до допомоги Каріма Абдул-Джаббара, який душить Гомера. Запрошені зірки: Пол Радд в ролі доктора Зандера, Кевін Майкл Річардсон в ролі масажистки, Карім Абдул-Джаббар в ролі самого себе |                    |                                                                            |                             |                                  |                         |           |                      |
| 482 | 18                 | «The Great Simpsina» «Велика Сімпсіна»                                     | Кріс Клементс               | Метт Ворбертон                   | 10 квітня 2011          | NABF11    | 5.00                 |
| Сімпсонам доводиться харчуватися одними персиками. У пошуках місця їх збуту Ліса приходить у химерний район, де господар одного з старих будинків у минулому – знаменитий ілюзіоніст – Великий Раймондо. Він погоджується вчити дівчинку магії. Ліса стає відомою (у межах школи) ілюзіоністкою, під псевдонімом «Велика Сімпсіна». Згодом, Великий Раймондо розповідає, що з’явився новий ілюзіоніст – Креґ Демон, відомий своїми неординарними фокусами. Запрошені зірки: Мартін Ландау в ролі Великого Раймондо; Джек МакБрайер в ролі Евелла Фрістоуна; Девід Коперфілд, Рікі Джей, Пенн Джиллетт і Теллер в ролі самих себе |                    |                                                                            |                             |                                  |                         |           |                      |
| 483 | 19                 | «The Real Housewives of Fat Tony» «Справжні домогосподарки Жирного Тоні»   | Ленс Крамер                 | Дик Бласуччі                     | 1 травня 2011           | NABF12    | 6.10                 |
| Жирний Тоні та Сельма одружуються, спонукаючи Мардж турбуватися про безпеку своєї сестри. Сестри сваряться. Тоні, аби помиритися, запрошує подружжя Сімпсонів в свій заміський будинок на відпочинок. Тим часом Ліса використовує Барта, щоб знайти трюфелі. Запрошені зірки: Джо Мантенья в ролі Жирного Тоні |                    |                                                                            |                             |                                  |                         |           |                      |
| 484 | 20                 | «Homer Scissorhands» «Гомер Руки-ножиці»                                   | Марк Кіркланд               | Пітер Гаффні та Стів Вікстен     | 8 травня 2011           | NABF13    | 5.48                 |
| Гомер випадково виявляє, що має талант перукаря, і відкриває власний салон стрижки. Однак, згодом ця справа перестає бути до вподоби Сімпсону: жінки в салоні дратують його своїми безперервними балачками. Тим часом після того, як Ліса розбиває серце Мілгаусу, він починає зустрічатися з п’ятикласницею Таффі, що змушує Лісу ревнувати його. Запрошені зірки: Крістен Шаал в ролі Таффі |                    |                                                                            |                             |                                  |                         |           |                      |
| 485 | 21                 | «500 Keys» «500 ключів»                                                    | Боб Андерсон                | Джон Фрінк                       | 15 травня 2011          | NABF14    | 6.00                 |
| У пошуках запасного ключа від машини, Сімпсони знаходять цілу купу ключів. Після цього сім’я починає їх використовувати. У школі Ліса відкриває одним із ключів двері із табличкою «Заборонені книги про оркестри» і знаходить там кімнату, обладнану декількома класами, але коли вона відкриває кімнату при директорі Скіннера та інших дітей, то за дверима з’являються тільки книги, що відповідають табличці… Тим часом ключами Мардж з Меґґі заводить іграшку, яка пукає, а Гомер керує дирижаблем «Кнур» Запрошені зірки: Альберт Брукс в ролі Генка Скорпіо (політ у заставці) |                    |                                                                            |                             |                                  |                         |           |                      |
| 486 | 22                 | «The Ned-Liest Catch» «Вилов Неда»                                         | Чак Шітс                    | Джефф Вестбрук                   | 22 травня 2011          | NABF15    | 5.25                 |
| Нед Фландерс починає зустрічатися з місіс Крабапель після того, як врятував її. Однак, Фландрерс усвідомлює, що Една розбила серця багатьом чоловікам, з якими вона зустрічалася раніше. Запрошені зірки: Марсія Уоллес в ролі Едни Крабапель, Кен Бернс і Джоуї Крамер в ролі самих себе |                    |                                                                            |                             |                                  |                         |           |                      |